# Lycodryas sanctijohannis
Lycodryas sanctijohannis är en omstridd ormart som beskrevs av Günther 1879. Lycodryas sanctijohannis ingår i släktet Lycodryas och familjen snokar. Inga underarter finns listade i Catalogue of Life.
Lycodryas sanctijohannis godkänns inte längre som art av The Reptile Database och IUCN. Populationen infogas istället som synonym i Lycodryas maculatus. IUCN listade populationen tidigare som nära hotad.